# Doug Hemphill
Doug Hemphill é um sonoplasta estadunidense. Venceu o Oscar de melhor mixagem de som na edição de 1993 por The Last of Mohicans.